# Gustaf Strengell

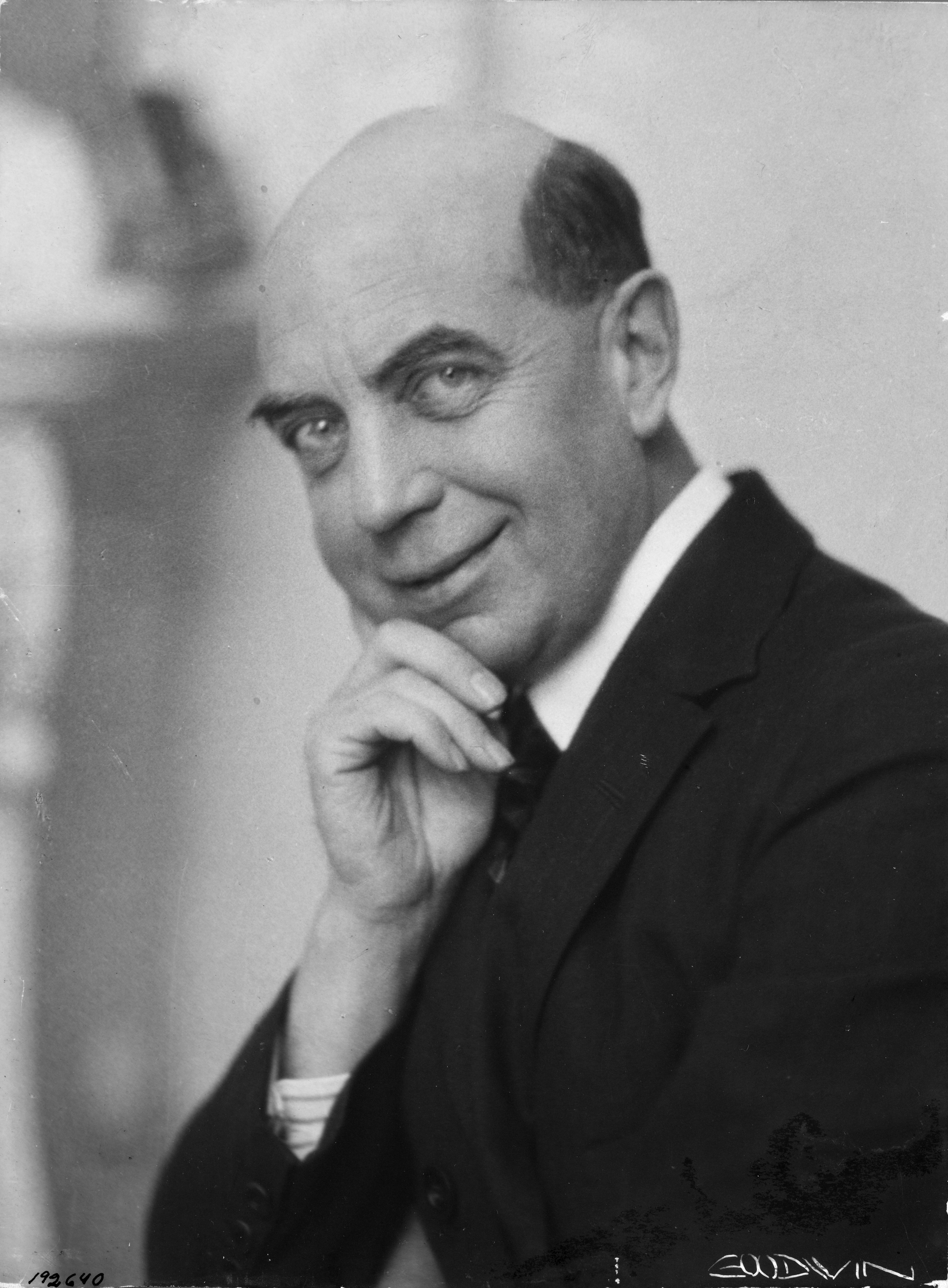
Gustaf Strengell.

Gustaf Strengell, född 30 maj 1878 i Kotka, Finland, död 22 augusti 1937 i Helsingfors,  var en finländsk arkitekt och skriftställare. Han var far till Sara Strengell.

## Biografi
Gustaf Strengell var son till en distriktsläkare och tog sin studentexamen i Helsingfors 1896 och tog en fil.kand-examen 1899 med konsthistoria och modern litteratur som huvudämnen. Han fortsatte sina studier vid Polytekniska institutet i Helsingfors där han avlade arkitektexamen 1902. Därefter arbetade han 1903 vid Charles Harrison Townsends arkitektbyrå i London.
Strengell samarbetade i början av 1900-talet med arkitekten Sigurd Frosterus. Han förespråkade då rationalismen och motsatte sig den rådande finska nationalromantiska trenden. Deras första betydande arbete var Villa Nissen i Mejlans i Helsingfors, som senare under namnet Ekudden skulle bli presidentbostad och som numera är Urho Kekkonens museum. Arkitekterna hämtade sin inspiration från Mellaneuropa, men i förenklad form. Det gemensamma kontoret upplöstes 1906 och arkitekterna gick skilda vägar. Samarbetet fortsatte dock i form av en agentur för konstindustriella produkter.
Han koncentrerade sig därefter på att rita småhus och villor, planerade inredningar och skrev konstkritik. Han gjorde upp två stadsplaner för trädgårdsstadsdelar enligt engelsk förebild i Mosabacka i Vanda, och ett tjugotal av hans modellhus uppfördes på området. För projektet svarade Ab Egna Hem – Oma Koti Oy, där han själv var grundare och delägare.   
Strengell tjänstgjorde som intendent 1911–1918 för Ateneum i Helsingfors och sekreterare i Konstflitföreningen i Finlands museum (sedermera Designmuseet) 1901–1918. Han var kurator för Finska Konstföreningens galleri 1914–1918. 
Han gjorde en uppmärksammad debut som arkitekturkritiker och teoretiker 1901 med artikeln Nya skönhetsvärden i Ateneum, där han försvarade den rationalistiska art nouveauns principer, från ärlig materialestetik till stålets och maskinernas betydelse inom arkitektur och formgivning. Artikeln innehöll också en funktionellt baserad skönhetsdefinition. År 1903 publicerade han en kritisk exposé över den nya arkitekturen i Helsingfors.
Strengells erfarenheter av affärsvärlden bar frukt i Den nya annonsen (Nykyaikainen ilmoitusreklaami, 1924), som behandlade reklamens psykologi och uttrycksmedel. År 1928 kom Byggnaden som konstverk, som i tre essäer behandlar det 1900-talets arkitektoniska utgångspunkter, med Jean-Marie Guyau, Oswald Spengler och Le Corbusier i fokus. Dessutom gav Strengell ut ett praktverk om typografi, En bok om boken, 1931 och en kåserisamling, När jag kunnat bli artist, 1934. 
Strengell plågades svårt av alkoholism, överdriven självkritik och depression, och tog sitt liv 59 år gammal.

## Utförda projekt
- Villa Nissen, sedermera Urho Kekkonens museum (tillsammans med Sigurd Frosterus), Helsingfors (1904)
- Elektricitetsverket och badinrättningen (tillsammans med Sigurd Frosterus), Karleby (1905),
- Lanthuset Hästebohus, Kjulo (1906), för Emil Cedercreutz
- Villa Marocko, Karleby (1906)
- Herrummets inredning, Kjuloholm (1907)
- Mosabacka trädgårdsstad, stadsplan, Vanda (1907)
- Ab Egna Hem − Oma Koti Oy, typhus, Mosabacka, Vanda (omkring 1907)
- Villa Siesta, Grankulla (1910)
- Badinrättningen, Villmanstrand (1912)
- Finlands sal vid ”Exposition internationale des arts décoratifs et industriels modernes”, Paris (1925).

## Utmärkelser
- Riddartecknet av Finlands Vita Ros’ orden[1]
- Riddare av Hederslegionen[1]

[Redigera Wikidata]